# شورآب (ایرانشهر)
شورآب روستایی در دهستان آب رئیس بخش بزمان شهرستان ایرانشهر استان سیستان و بلوچستان ایران است.

## جمعیت
بر پایه سرشماری عمومی نفوس و مسکن در سال ۱۳۹۵ جمعیت این روستا ۸۲ نفر (۱۵خانوار) بوده‌است.